# 田中法麻呂
田中 法麻呂（たなか の のりまろ）は、飛鳥時代の貴族。名は法摩呂とも記される。官位は直大肆・伊予国司。

## 経歴
持統天皇元年（687年）追大弐・守苅田らと共に天武天皇の喪を告げるために遣新羅使に任ぜられる（この時の冠位は直広肆）。翌持統天皇2年（688年）新羅に渡航する。しかし、かつて孝徳天皇の崩御を告げた際には伊飡（新羅の官位十七階の第二）位の金春秋が勅を受けたが、今回は新羅から蘇判（新羅の官位十七階の第三）位の者が勅を受けると告げられたため、詔を渡さずに持統天皇3年（689年）正月に帰国した。
まもなく伊予総領に任ぜられ、同年8月に讃吉国御城郡で捕獲した白燕について放し飼いとするよう詔を受け、持統天皇5年（691年）には伊予国宇和郡御馬山で採掘した白銀3斤8両とあらがね1篭を朝廷に献上している。
その後直大肆に昇進し、文武天皇3年（699年）衣縫王・当摩国見らと共に越智山陵（斉明天皇陵か）に派遣され山陵の修造を行った。

## 官歴
『六国史』による。
- 時期不詳：直広肆
- 持統天皇元年（687年） 正月19日：遣新羅使
- 持統天皇3年（689年） 8月21日：見伊予総領
- 時期不詳：直大肆
- 文武天皇3年（699年） 10月20日：越智山陵営造使